# والتر براون (مغني)
والتر براون (بالإنجليزية: Walter Brown)‏ هو مغني وكاتب أغاني أمريكي، ولد في 1 أغسطس 1917 في دالاس في الولايات المتحدة، وتوفي في 1 يونيو 1956 في لوتون في الولايات المتحدة.

## وصلات خارجية
- والتر براون على موقع ميوزك برينز (الإنجليزية)
- والتر براون على موقع أول ميوزيك (الإنجليزية)
- والتر براون على موقع ديسكوغز (الإنجليزية)